# The Danedyke Mystery
The Danedyke Mystery è una serie televisiva britannica in 6 episodi trasmessi per la prima volta nel corso di una sola stagione nel 1979.
È una serie per ragazzi del genere giallo prodotta da Granada Television  e incentrata sulle vicende del reverendo Septimus Treloar, ex detective della polizia, costretto ad indagare su alcuni misteri riguardanti la sua comunità. La serie è basata sul romanzo Septimus and the Danedyke Mystery di Stephen Chance.

## Personaggi e interpreti
- Rev. Septimus Treloar (6 episodi, 1979), interpretato da	Michael Craig.
- Angela Horton (6 episodi, 1979), interpretato da	Tessa Peake-Jones.
- Narratore (6 episodi, 1979), interpretato da	David Sumner.
- Maggiore (5 episodi, 1979), interpretato da	Kenneth Colley.
- Armchair (5 episodi, 1979), interpretato da	John Rhys-Davies.
- Tom Richards (5 episodi, 1979), interpretato da	Derek Thompson.
- Russell Skingle (4 episodi, 1979), interpretato da	Adrian Delaney.
- Dottor Henry Simmonds (4 episodi, 1979), interpretato da	Preston Lockwood.
- Detective Ispettore Burroughs (4 episodi, 1979), interpretato da	Peter Vaughan.
- Sir James Carruthers (3 episodi, 1979), interpretato da	Jeremy Child.
- Mary Crowle (3 episodi, 1979), interpretato da	Fanny Rowe.
- Lionel Empson (2 episodi, 1979), interpretato da	Robert Longden.

## Produzione
La serie fu prodotta da Pauline Shaw per la Granada Television  Le musiche furono composte da Alan Parker. Il regista è Jonathan Wright-Miller.

### Sceneggiatori
Tra gli sceneggiatori sono accreditati:
- Stephen Chance in 6 episodi (1979)
- Willis Hall in 6 episodi (1979)

## Distribuzione
La serie fu trasmessa nel Regno Unito dal 3 giugno 1979 al 15 luglio 1979 sulla rete televisiva Independent Television. È stata distribuita anche in Finlandia con il titolo Danedyken arvoitus.

## Episodi
| Stagione       | Episodi | Prima TV Regno Unito |
| -------------- | ------- | -------------------- |
| Prima stagione | 6       | 1979                 |